# 城郊街道 (沈阳市)
城郊街道，是中华人民共和国辽宁省沈阳市辽中区下辖的一个乡镇级行政单位。城郊街道办事处驻地为政府路298号。

## 行政区划
城郊街道下辖以下地区：
付家屯村、双山子村、卡南村、卡北村、大邦牛村、下万子村、小龙湾村和团结村。